# Bellarmine
Il Bellarmine è un recipiente panciuto di ceramica invetriata e non dipinta, a forma di bottiglia o di boccale, dotato di una stretta imboccatura per bere, decorato con una figura satirica in rilievo.

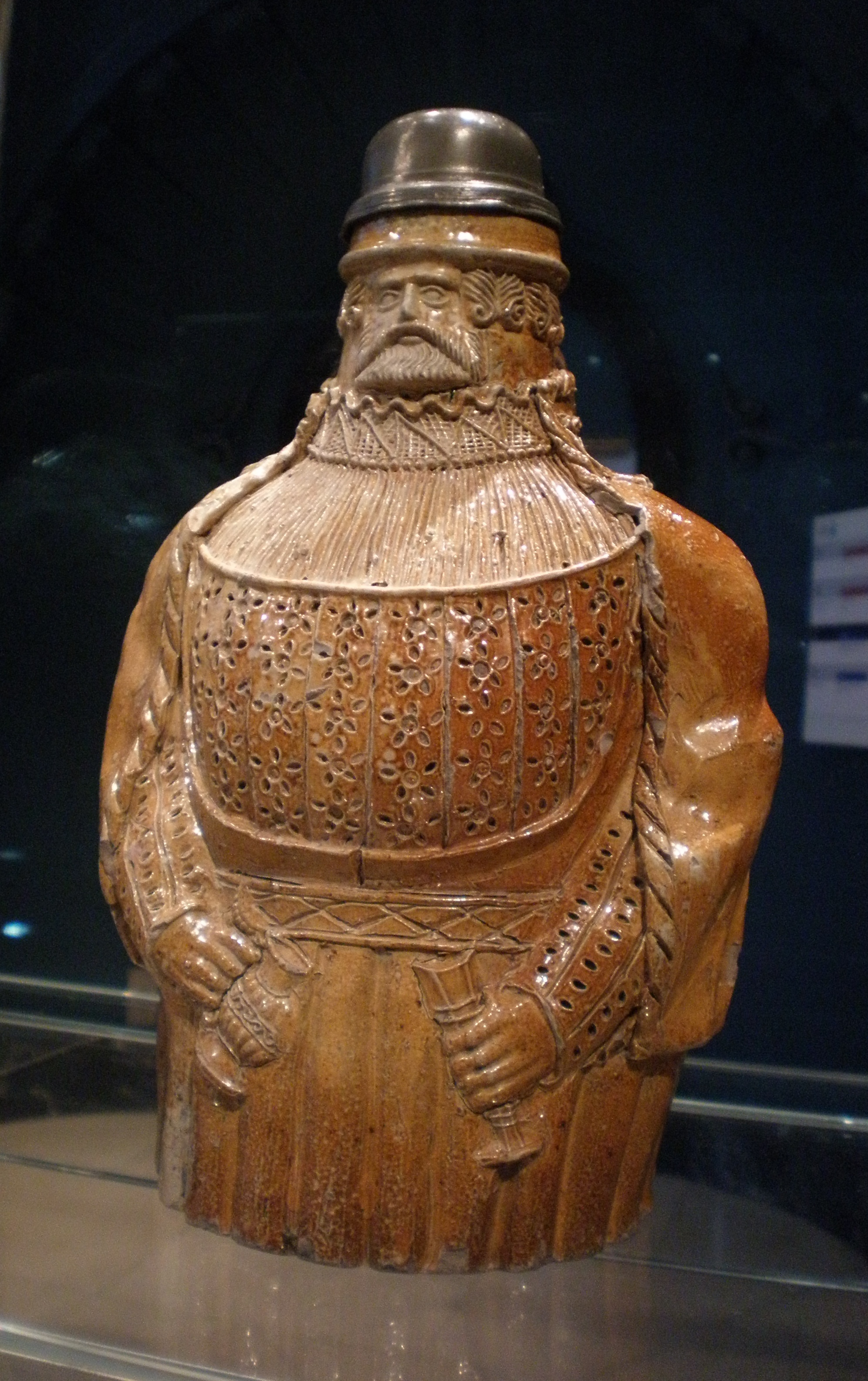
Bartmann Jug (Victoria and Albert Museum)

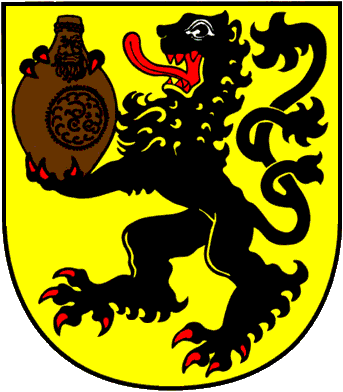
Stemma di Frechen

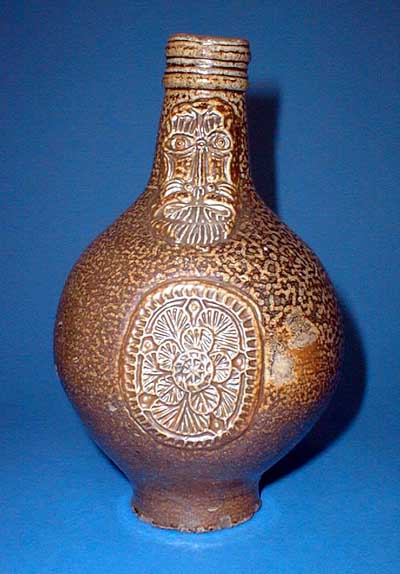
Bellarmine jug

## Descrizione e storia
Questo tipo di recipiente bottiglia-boccale, nato per contenere vino o birra su rustiche tavole, fu usato comunemente in Germania nei secoli XVI e XVII - sporadicamente nei secoli successivi - soprattutto a Colonia dove veniva fabbricato. L'uso probabilmente era più antico e risaliva alla fine del Medioevo. 

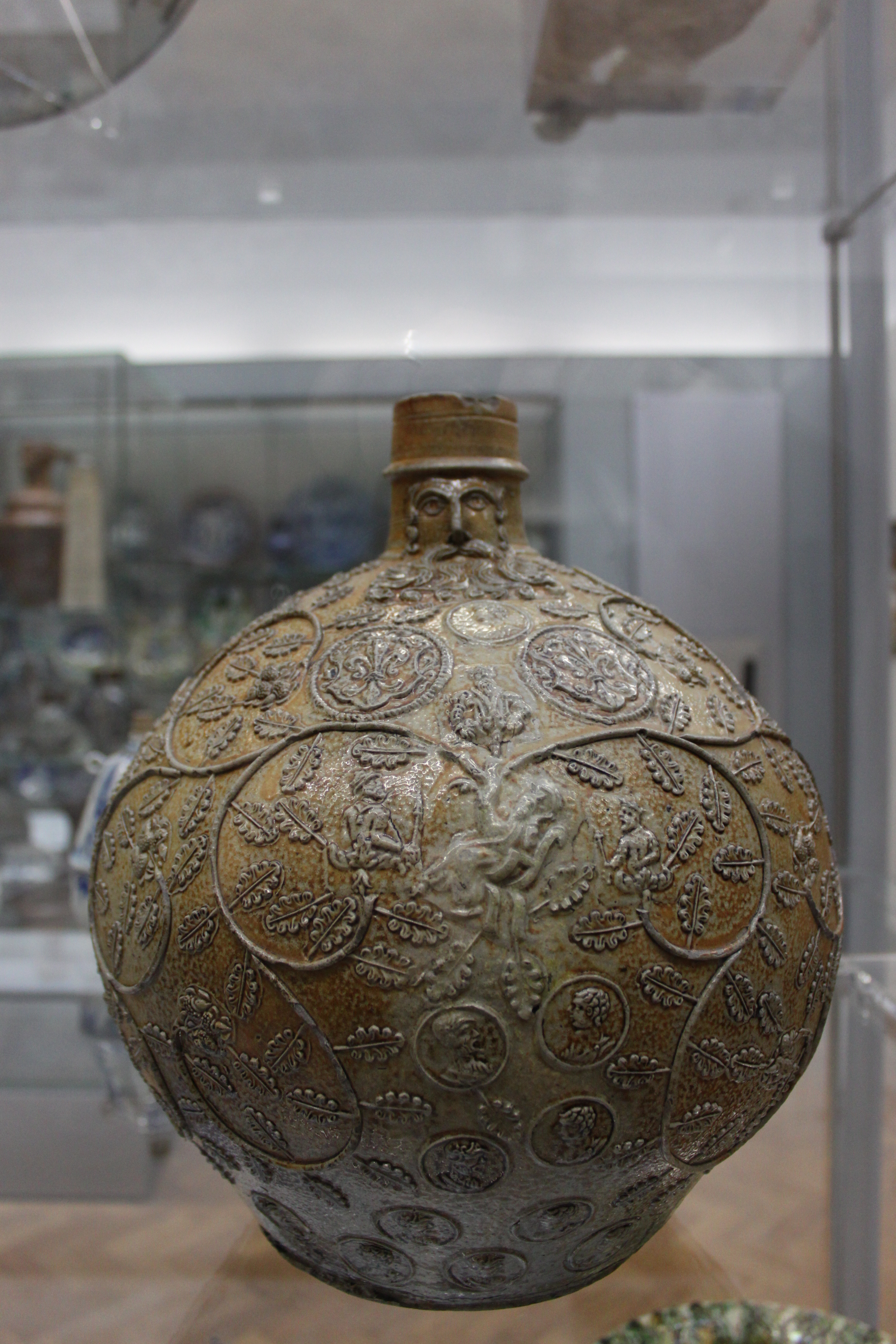
Bartmann jug con vite e maschera (Victoria and Albert Museum)

Evidente era l'intento satirico di questo popolare recipiente poiché la forma umana, che ne decorava il naso e che a volte ne invadeva l'intera struttura, era la maschera di un satiro beffardo. Il recipiente fu anche usato per contenere pozioni magiche o come bottiglia contro il malocchio. 
Questo tipico contenitore "bottiglia-boccale" si diffuse anche in Inghilterra, poi nelle colonie inglesi dell'America del Nord e perfino nelle colonie inglesi asiatiche.
Il profilo del satiro prese il nome di Bellarmine intorno al 1634, quando la tradizione popolare, per ridicolizzarne la memoria, associò questo genere di boccale al defunto cardinale Roberto Bellarmino (1542-1621), che era stato un fiero oppositore del Protestantesimo e che si riteneva responsabile della morte di Giordano Bruno e delle lunghe disavventure di Galileo Galilei. 
Un tipo particolare di Bellarmine, maggiormente elaborato, presenta l'intero recipiente a forma di uomo, con il corpo imponente e la testa piccola, vestito con fantasiosi abiti seicenteschi.
Furono messi in produzione bottiglie-boccali Bellarmine anche di grandi proporzioni, spesso decorati con ricchi elementi vegetali a rilievo, in genere pampini di vite. Il Bellarmine fu utilizzato anche nelle composizioni pittoriche di nature morte, in particolare da pittori tedeschi. Per evitare il rischio di diffondere impunemente figure triviali, furono applicate tasse esose ai fabbricanti di ceramica di Colonia e fu così scoraggiata la produzione di questi popolari boccali. Mai i ceramisti si rifugiarono nella vicina cittadina di Frechen.